# Polybotrya cylindrica
Polybotrya cylindrica là một loài thực vật có mạch trong họ Dryopteridaceae. Loài này được Kaulf. miêu tả khoa học đầu tiên năm 1824.